# Associazione Calcio Pavia 1944-1945
Questa voce raccoglie le informazioni riguardanti l'Associazione Calcio Pavia nelle competizioni della stagione 1944-1945.

## Stagione
Nella stagione di guerra 1944-1945 il Pavia ha disputato il Torneo Benefico Lombardo, piazzandosi con 25 punti in terza posizione di classifica alle spalle del Como con 32 punti e del Novara con 28 punti. Con il calcio ufficiale bloccato dagli eventi bellici,  è stata l'unica manifestazione calcistica a livello regionale che abbia potuto svolgersi, ha preso il via alla fine del 1944 e ha portato a termine il girone di andata in aprile, nei giorni precedenti la Liberazione. Si è concluso al termine del conflitto, a stagione ormai avanzata, l'8 luglio 1945. Un torneo condizionato dalle nevicate dei primi di gennaio con alcuni rinvii e dagli eventi bellici che costringono Varese e Gallaratese al ritiro poco dopo l'inizio del girone di ritorno, fatto questo che ha comportato la riformulazione del calendario del girone discendente, con la durata di venti e non ventidue turni. Vinse la classifica dei marcatori in questo torneo Silvio Piola del Novara con 20 reti, secondo con 15 centri Giorgio Aebi del Como.
Il Pavia presieduto da Giovanni Valsecchi e allenato dall'ex nazionale Giovanni Ferrari si è adeguatamente rafforzato per questa anomala competizione, potendo allineare atleti tra i più importanti del calcio italiano. Alla fine gli azzurri pavesi hanno conquistato un prestigioso terzo posto. Diversi gli elementi di categoria superiore arrivati sulle rive del Ticino, quali il portiere Filippo Cavalli dal Torino, Giuseppe Arezzi dal Venezia, Eugenio Cestari dal Milan, Egidio Capra dal Fanfulla, Gaspare Parvis dal Liguria, Teresio Piana dal Livorno, Francesco Grosso dalla Juventus e Mario Foglia dall'Alessandria. Tiratore scelto della squadra pavese Gaspare Parvis con otto reti in undici partite, il centravanti di Breme Lomellina, messosi in luce nella Pavese, poi passato nella massima serie in due squadre progenitrici della attuale Sampdoria, il Liguria e la Sampierdarenese.

## Rosa
| N. |                   | Ruolo | Calciatore        |
| -- | ----------------- | ----- | ----------------- |
|    | Italia (bandiera) | C     | Battista Andreoni |
|    | Italia (bandiera) | D     | Giuseppe Arezzi   |
|    | Italia (bandiera) | D     | Luigi Asti        |
|    | Italia (bandiera) | A     | Luigi Bassi       |
|    | Italia (bandiera) | C     | Giovanni Braga    |
|    | Italia (bandiera) | A     | Egidio Capra      |
|    | Italia (bandiera) | C     | Giulio Castelli   |
|    | Italia (bandiera) | P     | Filippo Cavalli   |
|    | Italia (bandiera) | D     | Eugenio Cestari   |

| N. |                   | Ruolo | Calciatore            |
| -- | ----------------- | ----- | --------------------- |
|    | Italia (bandiera) | C     | Mario Foglia          |
|    | Italia (bandiera) | C     | Francesco Grosso      |
|    | Italia (bandiera) | D     | Noemo Grugnetti       |
|    | Italia (bandiera) | C     | Gianfranco Montersino |
|    | Italia (bandiera) | A     | Gaspare Parvis        |
|    | Italia (bandiera) | A     | Teresio Piana         |
|    | Italia (bandiera) | P     | Agostino Scaglioni    |
|    | Italia (bandiera) | C     | Luigi Soffrido        |
|    | Italia (bandiera) | A     | Mario Trezzi          |

## Risultati

### Girone di andata
| Arbitro: | Cipriani (Milano) |

|                |           |  |
| Gregar 8’, 14’ | Marcatori |  |

| Arbitro: | Bandini (Milano) |

|                                                          |           |  |
| Parvis 10’, 21’, 30’ Grosso 38’ (rig.) Soffrido 52’, 65’ | Marcatori |  |

| Arbitro: | Valsecchi (Milano) |

|             |           |                      |
| Marelli 24’ | Marcatori | 12’ Parvis 78’ Piana |

| Arbitro: | Mondani (Milano) |

|                      |           |  |
| Foglia 20’ Piana 89’ | Marcatori |  |

| Arbitro: | Melgari (Bergamo) |

|                         |           |                      |
| Gritti 16’ Candiani 90’ | Marcatori | 10’ Grosso 19’ Capra |

| Arbitro: | Matucci (Seregno) |

|             |           |  |
| Zorzolo 67’ | Marcatori |  |

| Arbitro: | Mondani (Milano) |

|                              |           |                     |
| Messora 76’ (rig.) Salvi 82’ | Marcatori | 62’ Piana 75’ Bassi |

| Arbitro: | Valsecchi (Milano) |

|                |           |  |
| Capra 16’, 49’ | Marcatori |  |

| Arbitro: | Marchetti (Milano) |

|                              |           |           |
| Costanzo 22’ Castigliano 90’ | Marcatori | 68’ Piana |

| Arbitro: | Cipriani (Milano) |

|                                 |           |  |
| Foglia 55’ Capra 75’ Parvis 86’ | Marcatori |  |

| Arbitro: | Magnoni (Milano) |

|                          |           |                       |
| Bonomi 25’ Arcari IV 54’ | Marcatori | 19’ Foglia 85’ Parvis |

| Arbitro: | Carpani (Milano) |

|            |           |  |
| Parvis 55’ | Marcatori |  |

### Girone di ritorno
| Arbitro: | Valsecchi (Milano) |

|                       |           |                 |
| Grosso 75’ Parvis 79’ | Marcatori | 44’ C. Azimonti |

| Arbitro: | Matucci (Seregno) |

|                         |           |  |
| Granata 83’ Pesenti 87’ | Marcatori |  |

| Arbitro: | Marchetti (Milano) |

|                             |           |  |
| Bassi 60’ Grosso 66’ (rig.) | Marcatori |  |

| Arbitro: | Carpani (Milano) |

|                             |           |  |
| Alberico 11’ Piola 50’, 85’ | Marcatori |  |

| Arbitro: | Piana (Milano) |

|           |           |  |
| Capra 46’ | Marcatori |  |

| Arbitro: | Bandini (Milano) |

|                               |           |                                    |
| Bassi 8’ Grosso 37’ Capra 79’ | Marcatori | 59’ Puricelli 90’ (rig.) Petermann |

| Arbitro: | Valsecchi (Milano) |

|                            |           |           |
| Demaria 11’ Re Dionigi 30’ | Marcatori | 5’ Foglia |

| Arbitro: | Marchetti (Milano) |

|                   |           |                                            |
| Grosso 52’ (rig.) | Marcatori | 37’ Buscaglia 58’ Costanzo 63’ Carapellese |

| Arbitro: | Cicardi (Lecco) |

|                                                    |           |           |
| Foglia 18’ Bassi 22’, 70’, 81’ Piana 64’ Capra 72’ | Marcatori | 27’ Boffi |